# Jessica Leccia
Jessica Leccia (New York, 8 januari 1976) is een Amerikaanse actrice.
Jessica Leccia is het best bekend van haar rol van Natalia Rivera Aitoro in de Amerikaanse soap Guiding Light. Voordat zij in april 2007 bij de serie kwam, had zij gastrollen in onder meer Law & Order: Trial by Jury, Rescue Me en As the World Turns.
De paring van Leccia's personage Natalia Rivera met Olivia Spencer (Crystal Chappell) – aangeduid met het porte-manteau 'Otalia' – kreeg sinds begin 2009 veel media-aandacht. De verhaallijn wordt zowel door soapcritici als lgbt-media geroemd om de gedetailleerde uitwerking en de realistische weergave van een langzaam opbloeiende liefde tussen twee vrouwen, die niet ingegeven lijkt door de wens de kijkcijfers door middel van (eenmalig) shockeffect te verhogen.